# 沖縄県立北部工業高等学校
沖縄県立北部工業高等学校（おきなわけんりつほくぶこうぎょうこうとうがっこう）は、沖縄県名護市に所在した公立の工業高等学校。
2007年に沖縄県立名護商業高等学校との統合校として開校した沖縄県立名護商工高等学校へ移行した。但し、移行時点での在校生は卒業まで北部工業高校の生徒として扱われた。

## 設置学科
- 生産システム科
- 電建システム科
- 生活情報科
- 機械科（2007年3月を以て閉科）
- 電気科（同上）
- 建築科（同上）

閉科とならなかった3学科はそのまま名護商工高校へ移行。

## 沿革
- 1968年9月10日 - 設立認可
- 1969年1月29日 - 校章決定
- 1969年 - 琉球政府立名護高等学校（現在の名護高校）の機械科・電気科が琉球政府立北部工業高等学校として分離独立して開校
- 1971年3月1日 - 本校校旗樹立、校歌制定
- 1972年 - 沖縄県立北部工業高等学校と改称
- 1977年11月26日 - 創立10周年記念式典
- 1982年12月26日 - 創立15周年記念式典
- 1988年5月17日 - 創立20周年記念事業
- 1988年9月10日 - 創立20周年記念式典
- 1998年10月3日 - 本校創立30周年記念式典及び祝賀会
- 2007年4月 - 名護商業高校と統合、名護商工高校へ移行。
- 2009年3月 - 北部工業高校として最後の卒業式が行われ、40年の歴史に幕を閉じる。

## 所在地
- 沖縄県名護市大北4丁目1-23

北緯26度36分11.3秒 東経127度59分24.7秒 / 北緯26.603139度 東経127.990194度
この場所に移行後の名護商工高校がおかれた。